# ウィリアム・ハルゼー・ジュニア
ウィリアム・フレデリック・ハルゼー・ジュニア（William Frederick Halsey, Jr.〔発音〕、1882年10月30日 - 1959年8月16日）は、アメリカ合衆国の海軍軍人。最終階級は海軍元帥。1945年元帥（最終階級）となり、1947年退役。

## 生涯
ハルゼーは1882年10月30日にアメリカ合衆国ニュージャージー州エリザベスで当時海軍中尉であった父ウィリアム・フレデリック・ハルゼー・シニアと母アン・ブリュースター・ハルゼーの子供として誕生した。数年後には妹のデボラが生まれている。ハルゼー家の祖先には私掠船船長や捕鯨船船長などがいた。母は父の隣家の幼馴染で祖先はプリマス移民団の精神的指導者ウィリアム・ブリュースターであった。
1891年に父は海軍兵学校の教官となり、この時期にハルゼーは父同様海軍に入ることを決意している。1894年秋からは腎炎のため半年間ミルクと固形食を与えられ、それ以降ハルゼーはミルク嫌いになった。
海軍兵学校へ入学できる15歳が近づくと、入学に必要な指名を得るため、最初は1897年1月にウィリアム・マッキンリー大領領へ手紙を送ったものの返事は無く、その後も指名を得ようとしたものの得られなかった。そこで、医務仕官として海軍に入るべく1899年にヴァージニア大学医学部に入学した。その後、海軍兵学校への大統領の指名が5人分追加され、母アンがニュージャージー州司法長官エドガー・グリッグ経由でマッキンリー大統領に会い、指名獲得に成功。そうして、ハルゼーは1900年7月に海軍兵学校に入学した。
ハルゼーは少年時代からフットボールをプレイしており、海軍兵学校でも最下級生のときからフットボールチームに入った。また、喫煙や無断外出といった問題行為もあり、落第しかけたこともあった。最上級生のときにはハルゼーは多くのものから好かれ、また尊敬される地位にもつき、成績も平均点以上となっていた。1904年2月1日、ハルゼーは62人中43番の成績で卒業した。海軍の拡張により士官が必要とされていたことから、この卒業は予定より数ヶ月早いものであった。
少尉候補生として戦艦「ミズーリ (BB-11)」に乗組。1904年5月13日に「ミズーリ」の砲塔での火災事故を目撃し、13日を嫌うようになった。1905年12月、砲艦「ドン・ファン」に乗組。1906年2月2日、海軍少尉に任官。グレート・ホワイト・フリート所属の戦艦「カンザス (BB-21)」に乗組み、12月16日に世界巡航に出発。南米・オセアニア・フィリピンを経由し、1908年10月18日に東京湾に到着。日本では東郷平八郎主催の舞踏会に出席したが、ハルゼーは日清、日露戦争での奇襲攻撃を卑怯なものと見ていたためチェスター・ニミッツとは異なり東郷に対しては特に感銘を受けることは無かった。また、ハルゼーは日本の歓迎は命令に従っているだけのものであり自分たちを欺いているのだと考えていた者の一人であった。その後、中国・インド・フランスなどを周り、1909年2月22日、ハンプトンローズに帰港。この航海中、ハルゼーは寄港地で陸上巡邏任務を経験し、その経験は彼の指揮法の形成に役立ったとされる。
2月2日、大尉に昇進（士官増強政策による二階級昇進）、水雷艇「デュポン」艇長となった。1909年12月1日、ファン・グランディーと結婚。結婚式はハロルド・スターク大尉（後の海軍作戦部長）が「デュポン」に馬車を手配し、花婿先導はトーマス・C・ハート（後のアジア艦隊司令長官）、ハズバンド・キンメル（後の太平洋艦隊司令長官）らが勤め、教会に向かう街道で部下の士官が結婚行進曲を奏でた。1910年2月、駆逐艦「ラムソン (DD-18)」就役に従事し、その2ヵ月後にノーフォーク海軍工廠で見習い水兵訓練所の指揮を命じられる。
1912年8月、駆逐艦「フラッサー (DD-20)」艦長となる。同年、海軍次官フランクリン・ルーズベルトのカンポベロ島別荘への水先案内人として出向く。この時、ルーズベルトが一時操艦を行っているが、的確な操艦でハルゼーは尊敬の念を抱くようになり、ルーズベルトもハルゼーの適切な対応に好感を抱いた。

### 第一次世界大戦
1913年、大西洋駆逐艦戦隊所属の駆逐艦「ジャーヴィス (DD-38)」艦長に就任。この時、僚艦「カッシン (DD-43)」艦長はアーネスト・キング少佐だった。1914年8月、第一次世界大戦が勃発するとアメリカ諸港沖合いで中立哨戒に従事していた。1915年、アナポリス訓練部勤務。1916年、少佐に昇進。1917年、駆逐艦「ダンカン (DD-46)」で1ヶ月の実習の後、戦時特例中佐に昇進し、駆逐艦「ベンハム (DD-49)」艦長に就任。ドイツのUボートによる被害が増加したため、駆逐艦のエキスパートとして呼び戻され、船団護衛任務に従事した。1918年5月、駆逐艦「シャウ (DD-68)」 艦長に就任。
1918年8月、駆逐艦「ヤーナル (DD-143)」の艦長に就任。1918年11月、終戦。1919年1月、パリ講和会議に出席する大統領ウッドロウ・ウィルソンの旗艦「ジョージ・ワシントン」の護衛任務に就き、帰途にルーズベルトをドーバーからオステンドに輸送している。大戦中の功績により、海軍から十字章を授与される。
1919年、駆逐艦6隻の駆逐隊司令を兼任。1920年6月、父が心臓発作で死亡する。1921年春、ロングビーチで行われた演習では、駆逐艦6隻で戦艦4隻と交戦。アメリカンフットボールで培ったフォーメーションを応用して縦横無尽に操り翻弄して、模擬魚雷36本中22本を命中させた。しかし、近接発射だったため、数本が燃料爆発を起こし、戦艦に150万ドルの損害を与えて上層部から叱責された。1921年6月、中佐に昇進し、ワシントンの海軍情報局に配属される。1922年9月、ドイツにおける海軍駐在武官に任命。1924年7月、駆逐艦「デイル (DD-290) 」艦長に就任。1925年6月、駆逐艦「オズボーン (DD-295)」艦長に就任。秋、戦艦「ワイオミング (BB-37)」副長となるために「オズボーン」を離れる際、自分の後任はレイモンド・スプルーアンスだったので、乗組員たちに対し、真面目な態度に思い違いしないように注意し、「これ以上公正で有能な艦長にはめぐり合えないぞ」と言い含めておいた。1926年、大佐に昇進。米西戦争での拿捕艦を改修した「レイナ・メルセデス」の艦長に就任。在任中、航海局（人事局）長ジェームズ・リチャードソン少将から航空機の教育課程に興味があるかという手紙を受け取り、受験したが、視力検査で不合格になった。1930年6月、大西洋艦隊駆逐艦戦隊司令に就任。1932年、大日本帝国が満州に侵攻を開始すると太平洋方面に移動している。1933年、海軍大学校に入学。9月に海大を卒業し、陸軍大学校へ交換留学生として入学する。1934年、陸大を卒業。
1934年7月、ペンサコラ飛行学校に入学。1935年5月15日、パイロットの資格を得る。当時、アメリカ海軍ではパイロットの資格がなければ、航空関係の指揮官になることはできなかった。ハルゼーは、航空局長アーネスト・キング少将から空母「サラトガ (CV-3)」の艦長職を提示され、航海局長ウィリアム・リーヒ少将に相談し、航空に造詣があったリーヒからも勧められたので、航空オブザーバー課程という上級士官中途教育コースを受けた。後にパイロットコースに変更。成績は悪かったが、訓練課程を一切省略せず、パラシュートをたたむなどの雑務も自分でこなし、失敗をした者に与えられる不名誉なマークも甘受した。同年、「サラトガ」艦長に就任。
1936年6月6日、ペンサコラ海軍航空基地司令官に就任。1938年3月、少将に昇進し、空母「エンタープライズ (CV-6)」・「ヨークタウン (CV-5)を基幹とする第2空母戦隊の司令官に就任。1939年、カリブ海で行われた演習では、航空戦闘部隊司令官キング中将の部下として参加し、空母4隻は空襲のみで巡洋艦群を撃滅している。夏、第1空母戦隊司令官に就任。

### 第二次世界大戦

#### 第16任務部隊司令官
1940年6月13日、中将に進級し、航空戦闘部隊司令官兼第2空母戦隊司令官に就任。合衆国艦隊の全空母の指揮権を持った。太平洋艦隊司令長官兼合衆国艦隊司令長官はアナポリス同期のハズバンド・キンメルであった。11月27日、アメリカが「日米交渉を打ち切り、一週間以内に何らかの軍事行動に出る」という日本の外交暗号を傍受すると、これに対応すべく、ハルゼーは第8任務部隊を率いてウェーク島に航空機を輸送する任務を受ける。この任務は、日本に傍受されると日本を刺激すると判断され、11月28日に秘密裏に出港した。ハルゼーは、万が一日本を刺激した際にどこまでやってよいのかをキンメルに尋ねたが、「（俺が責任を取るから）常識で判断しろ」と回答を得て、「これまで受けたうち、もっともすばらしい命令」と満足した。また、キンメルから「心配だったら戦艦を連れて行くか？」と気を使われたが、「とんでもない！あんなノロマ、逃げなければならない時にジャマになるだけだからいらない」と答えている。12月6日にパールハーバーに到着予定だったが、途中部隊が荒天に突入し、駆逐艦の1隻に亀裂が発生、到着予定を12月7日正午に変更した。真珠湾攻撃のニュースはホノルル西方150マイルで聞く。キンメルの判断により、9時21分に洋上の全艦船の指揮権と、空襲規模と来襲方角から日本軍の空母は6隻で、予想避退針路は北西との情報を得ると、兵力の合同と索敵を行い、12月8日日没にパールハーバーに帰港した。太平洋艦隊の残骸を調査した彼は、「これで終わったら、日本語は地獄でしか話されないだろう」と述べた。後にウェーク島の救援に向かおうとしたが陥落の報を聞き、12月31日に再び帰港した。
12月31日、キンメルの後任として、アナポリス一期下のチェスター・ニミッツが太平洋艦隊司令長官に着任。1942年2月中旬、第16任務部隊が編成され、ハルゼーが司令長官に任命された。フランク・フレッチャー少将が指揮する第17任務部隊とともに日本の拠点に空襲を開始する。この空襲では、ハルゼーが立案したヒットエンドラン作戦が実施され、日本は米空母を捕捉することができなかった。ハルゼー艦隊は、まずマーシャル諸島西部、マーカス島を空襲し、4月にはドーリットル空襲を実施した。
1942年5月末、皮膚病で入院。ハルゼーは、麾下にいた第5巡洋艦戦隊司令官レイモンド・スプルーアンス少将を、航空は専門外であったが、代行指揮官に推薦し、6月のミッドウェー海戦でスプルーアンスは勝利を収めており、ハルゼーの人物眼は確かなものであった。6月14日、米本土バージニア州リッチモンドの病院に移送され、ついでに歯槽膿漏も治療してもらい、8月5日に退院する。

#### 南太平洋方面軍司令官
1942年10月18日、南太平洋方面軍司令官（COMSOPAC）就任。ヌーメアに到着した際に緊急電で知らされた。「これまでわたしにあたえられたうちでもっとも厄介な任務だ」と感じたという。前任のロバート・L・ゴームレー中将は消極的な指揮が目立ったため、ニミッツは参謀長スプルーアンス少将に各基地の視察を命じており、その時ハルゼーは同行を申し出て許可されていた。司令部をゴームレー司令部のあった旧式修理艦「アーゴーン」からヌーメアの陸上基地に移した。
当時のニューヨークタイムズは「ファイティング提督が南太平洋艦隊司令官に任命されたことは、攻撃作戦への移行の徴候だ」と報じている。
南太平洋方面軍司令官着任時に指揮官と新聞記者を集めて行った演説で、戦いに勝つためには3つのことしかないと前置きして発言した言葉を後に標語として掲げている。後にハルゼーが指揮したツラギの基地の入口に掲げられた標語は、「KILL JAPS, KILL JAPS, KILL MORE JAPS. You will help to kill the yellow bastards if you do your job well.（日本人を殺せ、日本人を殺せ、日本人をもっと殺せ。任務を首尾よく遂行するならば、黄色いやつらを殺すことができる）」である。
1942年10月26日、南太平洋海戦が発生。ハルゼーは空母「ホーネット」を失い、また、同海戦の被害で太平洋艦隊には無傷の空母がなくなったが、同海戦で損傷した「エンタープライズ」を応急修理のみで前線投入して、第三次ソロモン海戦の11月12日夜戦において、戦艦「比叡」を撃沈する。この夜戦でハルゼーの戦力は、戦艦二隻（「ワシントン」、「サウスダコタ」）、駆逐艦四隻となるが、全艦投入を決定し、戦艦「霧島」を撃沈し、ガダルカナルにおける制海権を獲得する。
1942年11月18日、大将に昇進。11月30日、ルンガ沖夜戦で巡洋艦に被害が出たが、1943年2月1日に日本軍はガダルカナルから撤退を開始した。
ガダルカナル島攻略を終えたアメリカ軍の次の目標は、日本海軍の要衝・ラバウルのあるニューブリテン島の攻略であったが、ニューギニア以東の南西太平洋は陸軍のダグラス・マッカーサー将軍の担当で、2月に重爆撃機の借用をマッカーサーに申し入れたが断られ、ニミッツに「私は奴（マッカーサー）と、またそのほかの自己宣伝をするくそったれと論争するのは真っ平です」と語った。しかし、4月15日にブリズベンでマッカーサーと直接会談すると好印象をもち、のちに「われわれはあたかも永年の親友同志のように感じていた」「当時63歳であった彼は50代のような精悍さであった」と書き残している。またマッカーサーも「会った瞬間からわたしは彼を好きになった」「率直で、忌憚のない意見を述べる精力的な人物」と述べている。

#### 第3艦隊司令長官
1943年3月15日、第3艦隊司令長官に就任。空母戦力を再建した第3艦隊は、スプルーアンスが指揮するときは第5艦隊と名称が変更され、交代しながら指揮した。旗艦座乗時、ゲダンク・バー（艦内のアイスクリーム製造機）を利用する将兵の列に並んでいた（階級に関係無く行列を作る不文律があった）際、上官優先と言って割り込みをしようとした新人少尉二人を一喝して、元の場所に戻らせた。
スプルーアンスが第5艦隊を率いて中部太平洋のマーシャル諸島・ギルバート諸島の攻略に着手し、次の目標にマリアナ諸島攻略を目指す海軍に対し、マッカーサーは統合参謀本部に猛反対したが、一方でハルゼーに「わたしについてきてくれるなら英米連合の大艦隊の指揮権を与えようと思う。わたしはあのネルソン提督がなりたいと夢見ていた人物以上にきみをしてあげられるんだがね」といって説得した。しかし、キング・ニミッツ両提督は、中部太平洋攻略をハルゼーとスプルーアンスの交代で着手する構想を持っており、マッカーサーの意図を阻止した。6月、ヌーメアを去り、イギリスより大英帝国名誉騎士司令官勲章を授与される。
1943年8月、第3艦隊は、空母「サラトガ」を中心としてフレデリック・シャーマン少将の指揮下で第38任務部隊（TF38）を編成。1943年末、ブーゲンビル島の攻略に従事した。
第3艦隊旗艦として空母部隊に随伴可能な速力を持ち、航続距離に優れる艦載機を持つ敵機動部隊に間合いを詰めた際に敵の攻撃から司令部機能を喪失しない防御力を持つ艦艇として新鋭アイオワ級戦艦を要求、これが通りハルゼーの生誕地の名を冠する2番艦「ニュージャージー (BB-62)」が与えられた。駆逐艦3隻を伴い、1944年8月24日に真珠湾を出港、8月26日にサイパン島で艦隊指揮権を引き継ぐと、8月28日に硫黄島、9月9日からはパラオ諸島を爆撃、9月下旬にフィリピン沖に到着。沖縄、台湾を空襲し、10月12日に台湾沖航空戦が発生。
10月17日、レイテ沖海戦が発生。小沢治三郎中将が指揮する第三艦隊（日本）の陽動策にはまり、担当海域を逸脱したハルゼーの艦隊を呼び戻すために、ニミッツは「WHERE IS RPT WHERE IS TASK FORCE THIRTY FOUR RR THE WORLD WONDERS（第34任務部隊は何処にありや 何処にありや。全世界は知らんと欲す）」という電文を打った。悪態をついた「THE WORLD WONDERS」という一節は、アメリカ人が子供のころから暗誦しているテニスンの『騎兵旅団突撃の歌』の一節だったから、ハルゼーは文意に皮肉を込めたと感じて激怒した訳である。しかしこれは、暗号文を打つ際に意味のある語句だけだと敵に解読されやすいので、あえて無意味な語句をつけ加えて解読困難にする必要があって付け加えられた一節であり、本来なら暗号解読の際は省略されるべきものが、文章の意味として綺麗につながっていたので、そのままの形でハルゼーにまで伝わったのである。これは護衛空母部隊が栗田健男中将が指揮する第一遊撃部隊と対峙して救援を求めていたためであったが、ハルゼーは航空戦力を持たない栗田艦隊になら護衛空母部隊で対抗できると判断し、そのまま小澤艦隊を追撃し、4隻の日本の空母を撃沈した。また、栗田艦隊が撤退したことで海戦に勝利する。戦闘後、ハルゼーは非難する作戦部長アーネスト・キング大将に対し、「艦隊の主力である敵空母部隊の撃滅を第一とするのは当然である」と正当性を主張した。これは「Bull's Run（猛牛の突進）」と揶揄された。
その後もフィリピンに対し空襲を実施するが、10月末より日本が開始した航空特攻によって、空母3隻大破、航空機約90機、戦死者328人の他大損害が発生した。12月18日、コブラ台風に巻き込まれる。駆逐艦3隻沈没、7隻が中小破、航空機186機、死亡者約800人と、大損害が発生した。
1945年1月25日、フィリピンからウルシー環礁に戻り、休暇の為に本土に帰還。3月、ホワイトハウスに招待され、ルーズベルト大統領からゴールド・スター勲章を受ける。ルーズベルトの好意で勲章を胸に留める役はハルゼーの妻であるファン・ハルゼーが行った。
4月、パールハーバーに帰還。4月末、グアム島にいるニミッツを尋ねると、30日後に作戦途中でスプルーアンスと交代せよとの命令を受ける。5月18日、オーバーホール中の「ニュージャージー」に替わり姉妹艦ミズーリ (BB-63)」に将旗を掲げると、5月27日に指揮権を交代。この時、海軍の損害が戦死者数百人、負傷者数千人、損傷船舶20隻前後に達し、この損害が神風特攻によるものと知った。司令部もマーク・ミッチャー中将などは体重が45kgになるまで消耗しており、上陸部隊司令官サイモン・B・バックナー陸軍中将を励ますと、同時に日本本土各地を爆撃した。
6月5日、台風に遭遇。艦船36隻が損傷、航空機142機喪失他損害が発生した。これに対し、査問委員会が設置され、海軍長官ジェームズ・フォレスタルは一時ハルゼーの更迭・退役を考えたが、キング提督から「ハルゼー更迭は日本軍を喜ばせるだけ（ハルゼー更迭によって軍部内の海軍の勝利は色褪せて対日戦勝の功績が陸軍とマッカーサーに集中してしまうという真意があったとする意見もある）」と意見があり、無罪となった。

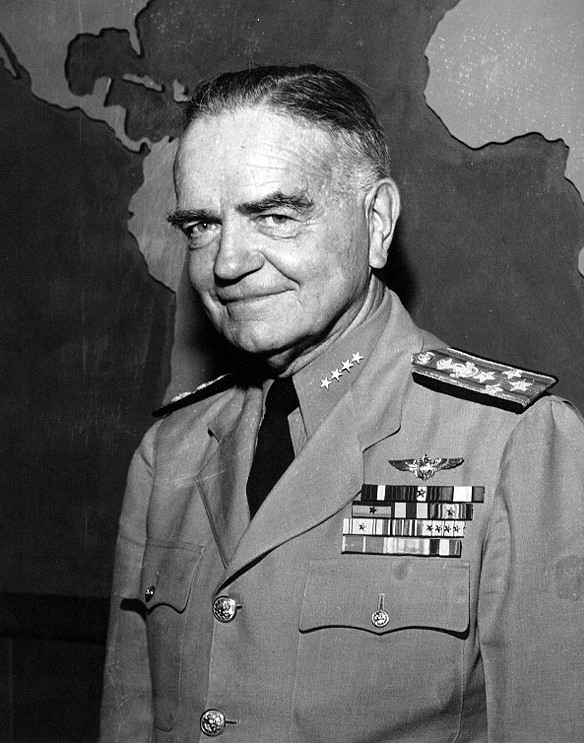
ハルゼー大将1945年7月10日ワシントン海軍省にて

7月、サー・バーナード・ローリングス中将率いるイギリス海軍空母部隊29隻が援軍で到着したが、この目的がマレー沖海戦の汚名返上と日本降伏立役者に名乗りを上げるという漁夫の利を狙う政治的な思惑があった為、これを苦々しく思い、イギリス艦隊を艦船がほとんどいない大阪港に向かわせ、アメリカ艦隊を日本艦隊本拠地呉に向かわせた（呉軍港空襲）。広島・長崎へ原爆が投下された後、サンフランシスコのラジオニュースが日本は降伏したがっているという噂を報じたことを知り、エニウェトク島帰港を取り消して、日本へ引き返し、再度爆撃の準備に取り掛かったが、8月15日にニミッツから最高機密で最優先の電報で「空襲作戦を中止せよ」との命令を受領した。しかし、日本人を信用しておらず「うろつきまわるものはすべて調査し、撃墜せよ。ただし執念深くなく、いくらか友好的な方法で」という命令を出している。

### 戦後
1945年8月15日、終戦。8月27日、相模湾錨地に到着。夜、東京の捕虜収容所から脱走したイギリス士官2名を保護、彼らから日本軍の捕虜虐待を聞き、国際赤十字社代表のスイス人医師からそれのほとんどが事実であることが確認されると、病院船「ベネボレンス」他捕虜収容部隊を派遣した。8月30日、ニミッツと共に横須賀港に上陸、9月2日の「ミズーリ」号での降伏文書調印式では会場責任者として出席した。このとき、日本側代表・重光葵が署名までもたついていたが、これを見苦しい引き延ばしと思い「サインしろ、この野郎! サインしろ!」と罵った。また、調印式の最中は「日本全権の顔のど真ん中を泥靴でけとばしてやりたい衝動を、辛うじて抑えていた」という。式典終了後、米本土に回航される「ミズーリ」に代わり、戦艦「サウスダコタ (BB-57)」に将旗を移すと、9月8日にマッカーサーから日本首都の正式占領式に招待を受け参加、9月17日にはスプルーアンスが東京に到着、イギリス艦隊からパーティーの招待を受け、旗艦「キングジョージ5世」で深酒をした。9月20日に最後の艦隊指揮権交代をすませると日本を発ち、10月25日にサンフランシスコに到着した。
帰国すると、歓迎レセプションや祝賀会をサンフランシスコ・ロサンゼルス・インディアナポリス・セントルイス・ボストン及び生誕地エリザベスで受けた。一通りの歓迎を受けた後、日本を去る前に申請した退役願いが正式に受理され、11月22日にカリフォルニア州ロングビーチでハワード・F・キングマン少将に艦隊司令官の座を引き継ぎ退役した。しかしその1週間後、大統領ハリー・S・トルーマンより4人目の海軍元帥に任命される。1946年4月に上院により元帥を身分上終生現役待遇とする法案が可決、5月13日にニミッツと共に海軍法務総監の前で恒久的な海軍元帥の宣誓を行った。
1946年夏、トルーマン大統領から南米親善旅行を要請され、ベネズエラ自由勲章、ペルーアジャックーチョ勲章、ブラジル南十字星国家勲章、チリ勲功大十字章を叙勲する。ハルゼーは『サタデー・イブニング・ポスト』に自伝を執筆している。
その後、ペンシルベニア州のゴムタイヤ会社の名誉取締役員を務め、後にバージニア大学理事長になり、発展資金運営委員長として寄付金を集めた。ニューヨーク州の国際電信会社の子会社の社長に就任したが、実態は広告塔であった。
1958年6月6日、空母「インディペンデンス (CV-62)」の進水式に出席。戦時中の乗艦「エンタープライズ」の保存委員会の委員長を務めていたが、1957年12月に軽い脳卒中を患い、ドクターストップがかかり退任した。運動むなしく1958年8月にスクラップが決定されたが、アメリカ海軍はこの替わりに建造中の世界初の原子力空母CVN-65に「エンタープライズ」の名を「ビッグE」のニックネームと共に受け継ぐことを決定した。
1959年8月16日、ロングアイランドのカントリークラブで心臓発作により死去。76歳没。息子ハルゼー3世は質素な葬儀を考えていたが、カーニー提督の進言で国葬となり、アーリントン国立墓地に埋葬された。リーヒ級ミサイル巡洋艦の8番艦(CG-23)とアーレイバーク級ミサイル駆逐艦の47番艦(DDG-97)は彼にちなんで命名されている。

## 人物

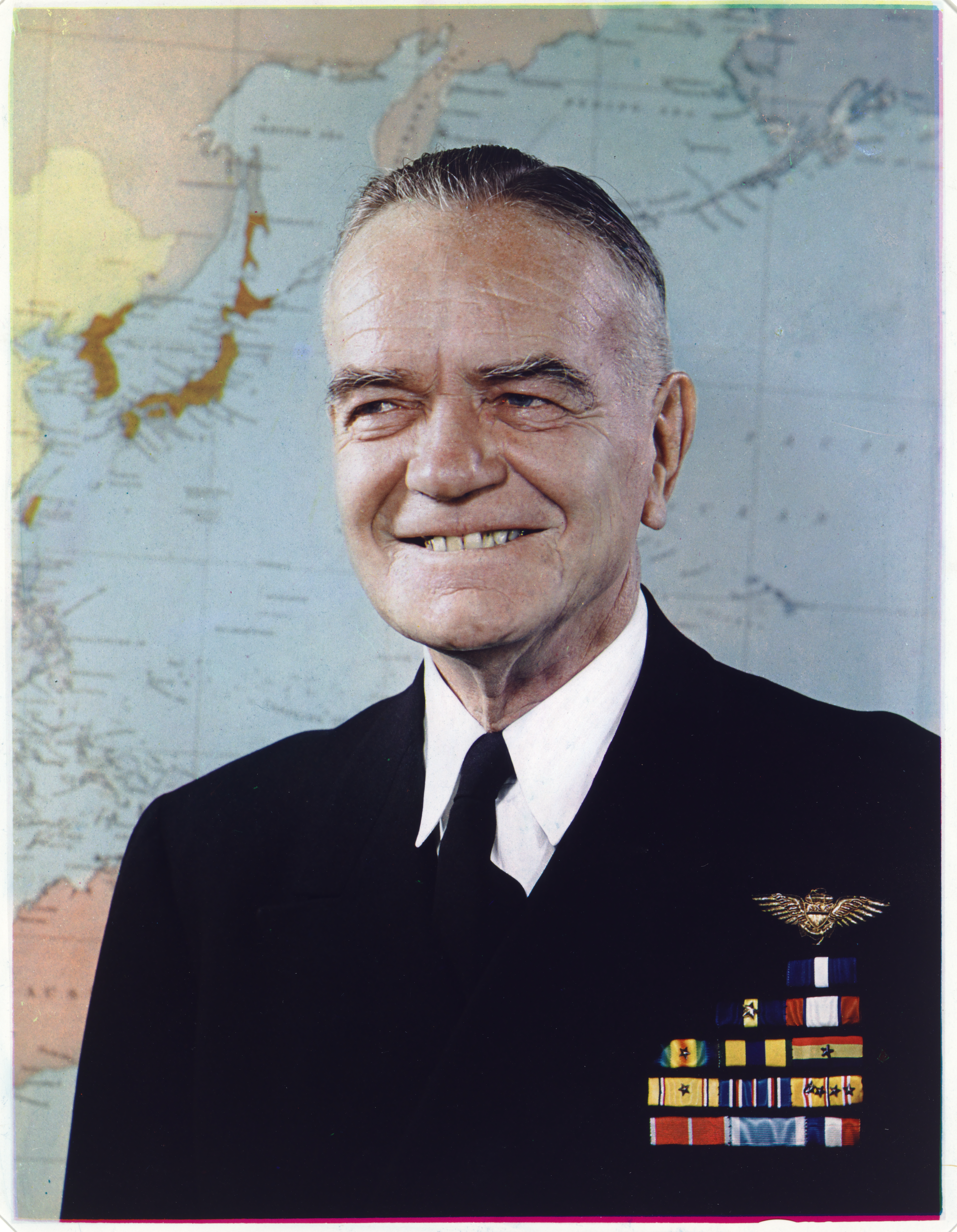
1945年

- ハルゼーは「ブル」（雄牛、猛牛の意）と渾名されていた[27]。
- 交代で空母艦隊を指揮したレイモンド・スプルーアンスと比較されることが多く、チェスター・ニミッツ大将は、スプルーアンスを「将の中の将」、ハルゼーを「卒の中の将」と評している[34]。ハルゼーの更迭を何度か考えたアーネスト・キング大将は、ハルゼーを「頭の悪い奴」、スプルーアンスを「米海軍提督の中で最も頭がいい」と評した[27]。
- 息子ウィリアム・ハルゼー3世（通称ビル、Bill）も海軍将校の道を目指したが、父親同様視力が劣っていたため、アナポリスに入学することができず、プリンストン大学に進学した。後に彼は海軍予備士官となった。
- 第二次世界大戦中、ハルゼーはワシントンで報道陣から「皇居も軍事目標か」と問われこれを否定した際、不用意に「ヒロヒトの白馬は死なせたくない、そいつに俺が乗ってやりたいからな（I'd hate to have them kill Hirohito's white horse, because I want to ride it）」と発言した。この発言は大々的にPRに使われ、1945年6月4日の『ライフ』には「提督に馬を贈ろう！（LET'S GET THE ADMIRAL HIS HORSE！）」というタイトルで昭和天皇を乗せた御料馬白雪の写真が掲載された戦時国債の購入を呼びかける広告が掲載された[36][37][38]。ハルゼーのもとには全米の各種団体から豪華な鞍や拍車が贈られ、戦艦ミズーリの居室は馬具収納室のような有様になった[36]。戦後、アメリカ大衆は"公約"の実施を期待したが、ハルゼーの御料馬騎乗は結局実現しなかった。その代わり、1945年ハルゼーは東京滞在時にウィリアム・チェイス（英語版）第1騎兵師団長の計らいで馬に乗せられた。ハルゼーは降りるなり「俺の人生の中でこんな恐ろしいことはなかった(I was never so scared in my life)」と言い[39]、回想でもチェイスを「駆逐艦に乗せて真冬の北海を横断させてやりたい」と述べているが[36]、その後も白馬に乗せられている映像が残っている[40]。
- ポール・マッカートニー&リンダ・マッカートニーの楽曲アンクル・アルバート〜ハルセイ提督はハルゼーを指している[41][42]。

## 栄典
- 米軍兵による日本軍戦死者の遺体の切断
- 海軍十字章
- 海軍殊勲章
- 陸軍殊勲章
- ネイビー・ディスティングシュドサービスメダル
- アーミー・ディスティングシュドサービスメダル
- 殊勲部隊章
- メキシカンサービスメダル
- 第一次世界大戦戦勝記念章
- アメリカ防衛従軍記章
- アジアティック-パシフィック・キャンペーンメダル
- 第二次世界大戦戦勝記念章